# Litoscirtus insularis
Litoscirtus insularis är en insektsart som beskrevs av Bruner, L. 1907. Litoscirtus insularis ingår i släktet Litoscirtus och familjen Romaleidae. Inga underarter finns listade i Catalogue of Life.